# Centaurus (Zeitschrift)
Centaurus, Journal of the European Society for the History of Science, ist eine vierteljährlich erscheinende wissenschaftliche Zeitschrift, die sich hauptsächlich mit Mathematik-, Naturwissenschafts- und Technikgeschichte befasst. Träger ist die European Society for the History of Science.
Centaurus erscheint seit 1950, jedoch mit wechselnden Untertiteln. Die Zeitschrift wurde als Initiative von dänischen Mathematikhistorikern gegründet (und im ersten Band findet sich auch ein Aufsatz von einem dieser Mathematikhistoriker, Johannes Hjelmslev). Centaurus erscheint seit Januar 2022 in open-access format beim Verlag Brepols. Seit 2024 ist der Chefredakteur Daniele Cozolli (Pompeu Fabra Universität, Spanien) und seine Stellvertreterin ist Doubravka Olšáková (Czech Academy of Sciences, Tschechische Republik).